# Ermita de la Mare de Déu de la Font de Castellfort
L'Ermita de la Mare de Déu de la Font (Castellfort) està situada a la vora de la carretera CV-124 d'Ares a Castellfort, a 5 km d'aquesta població. Iniciada a finals del segle xv i ampliada en els segles xvi i xvii.
L'església se situa junt a una cova en la que hi ha un brollador natural on, segons la tradició, es va trobar la Mare de Déu.

## Història
Entre 1450 i 1476 es construeix la primitiva capella, que en 1502 es refà. En 1522 s'allarga la nau segons disseny de Joan Sol. Entre 1560 i 1570 es construeix l'escala que porta a la Sala Pintada i en 1592 es pinta la dita Sala. En 1650, sota la direcció dels mestres d'obra Antoni Brel i Esteve Gonaut, es fa el presbiteri i la porta de l'ermita. En 1680 Francesc Garcia fa la sagristia i les dependències del primer pis.
Les pintures de la Sala Pintada foren restaurades l'any 2000.
Fou incoat expedient de declaració de Monument Històric Artístic el 18 de juny de 1979, publicat el 16 de juliol en el BOE. I pel Decret 169/2007, de 28 de setembre, del Consell, és inscrit com a Bé d'Interés Cultural.

## Arquitectura

### Estructura

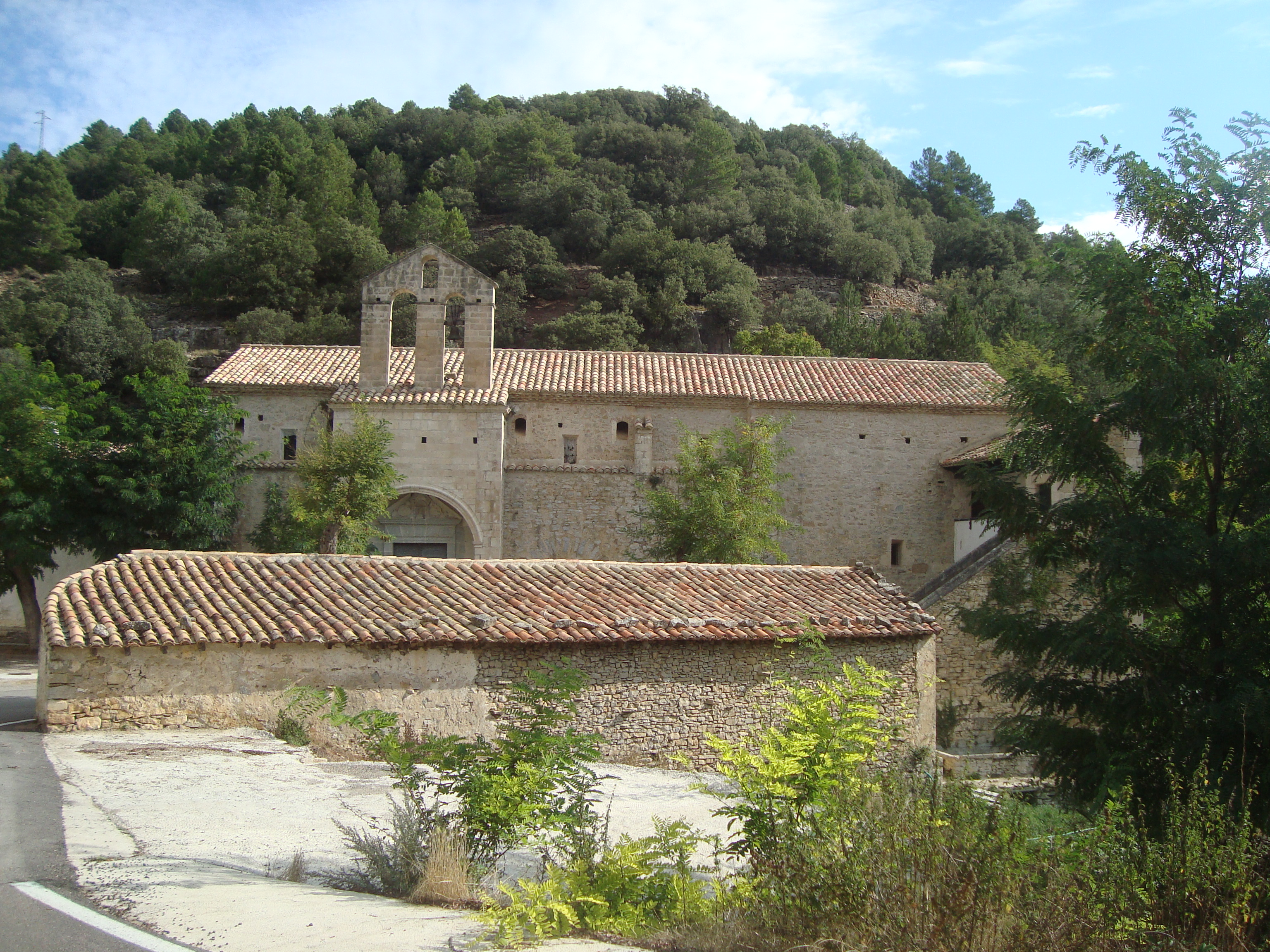
Ermita de la Mare de Déu de la Font, Castellfort (Castelló)

L'Ermita o Santuari de la Mare de Déu de la Font està formada per una sèrie de construccions: l'ermita, l'hostatgeria, les quadres per a les cavalleries i, els portals.

### El temple
L'església és senzilla, d'una nau sense capelles laterals, coberta de volta de canó amb llunetes. Tres trams separats per pilastres que sostenen arcs de mig punt, reforçades per contraforts, i un presbiteri fons i més estret que la nau, poligonal, cobert amb una volta d'aresta, i separat de la nau per una reixa.
La porta d'entrada està en un lateral, al segon tram, en el costat de l'Epístola, inscrita en una volta de canó. Obertura d'arc de llinda amb frontó superior. Per damunt, en la coberta, espadanya de tres forats, dos inferiors, i el superior, més menut.
Al peus de l'església hi ha una capella, l'antiga ermita, estructuralment gòtica però amb elements decoratius renaixentistes. Coberta per volta de creueria, les claus dels nervis estan decorades amb medallons, i l'intradós i la part superior dels murs laterals presenten temes cristològics i motius vegetals. Entre la capella i la muntanya hi ha una petita estança, que abans de la reforma del segle xvi servia d'aljub per a la font que brollava en el temple.

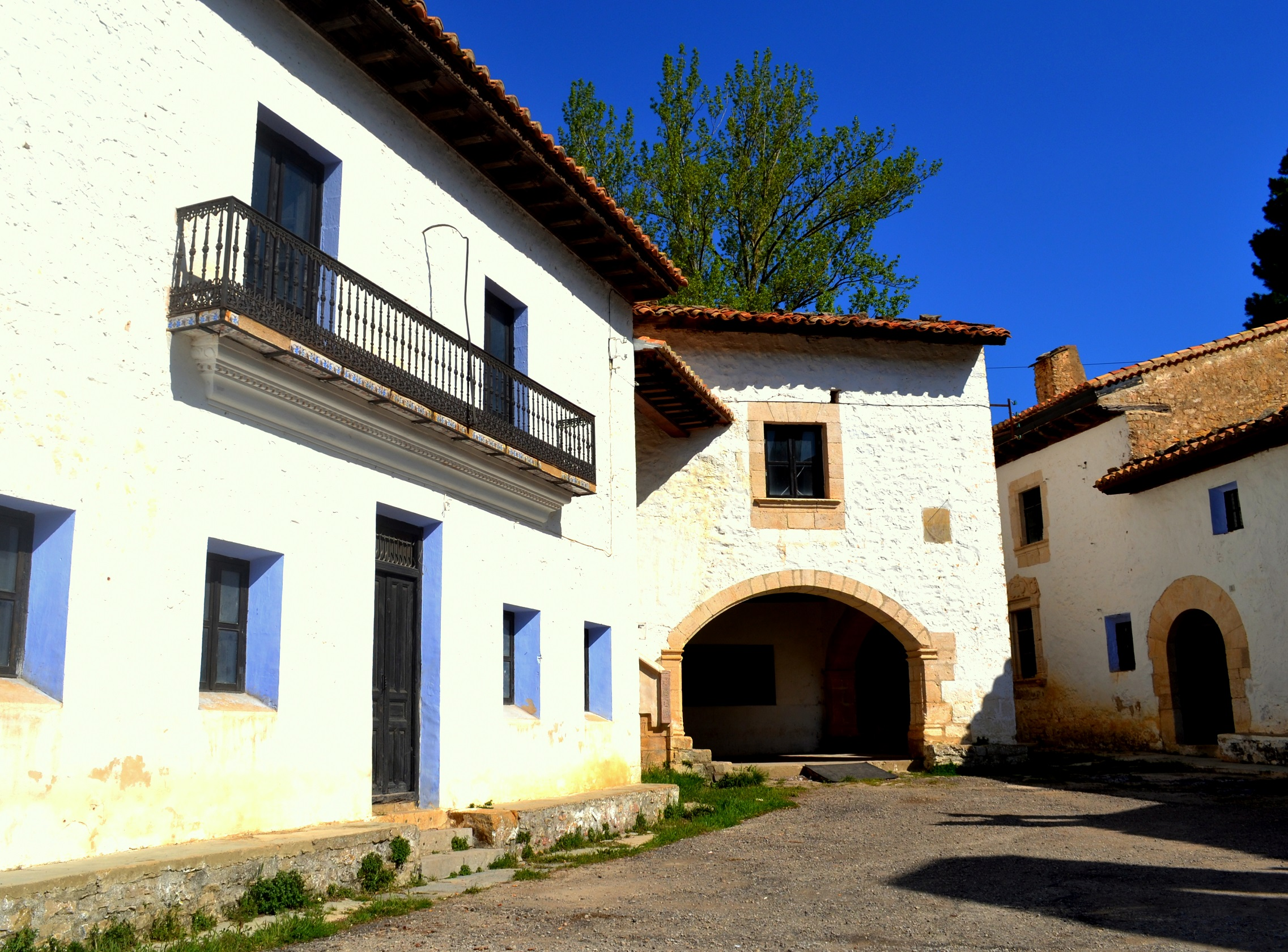

### L'hostatgeria
El conjunt de dependències de l'hostatgeria formen un angle amb dos espais cronològics diferenciats. Del més proper a l'església i més antic, sobresurten les finestres renaixentistes. I de la nova hostatgeria destaca la cuina, sustentat el sostre per arcs carpanells que surten d'una columna dòrica.
La Sala Pintada destaca per la seva sumptuositat. Es tracta d'una sala rectangular del primer pis, que s'accedeix per una escala escarpada. A la part frontal de la porta es troba una fornícula. Tota l'estança apareix decorada amb grisalles que representen temes cristològics i marians, realitzades al tremp de cola sobre una base de fresc. Pintura manierista inspirada en l'obra pictòrica de Vicent Macip i el seu fill Joan de Joanes.

### Els portals d'Ares i Castellfort
Portes d'accés des de les dues poblacions, servien per tancar el conjunt front a un atac. Actualment per sota el portal d'Ares passa la carretera, i pel portal de Castellfort, desviada la carretera, surt l'antic camí.

## Festivitat
La festivitat se celebra per la Nativitat de la Mare de Déu, el 8 de setembre, des de 1495.
La romeria més antiga coneguda data de 1478, venia des de Morella, i es realitzava cada tres anys el primer dissabte de maig, i va durar fins a 1620. Actualment es fan romeries des d'Ares, el diumenge més proper al 25 d'abril, i des de Catí, el primer cap de setmana de maig.
La primera processó de què es té notícia des de Castellfort es va fer l'any 1504.